# Бланш Моньє
Бланш Моньє (фр. Blanche Monnier; 1 березня 1849, Пуатьє, Франція — 13 жовтня 1913, Париж, Франція) — мешканка Пуатьє (Франція), яку мати таємно утримувала під замком у маленькій кімнаті протягом 25 років. Зі слів чиновників, Бланш не бачила сонячного світла впродовж всього часу свого полону у власному домі.

## Життєпис
Бланш походила із благородної та відомої сім'ї Моньє. Її батьків Луїзу-Леонарду та Шарля-Еміля Моньє вважали порядними людьми, які вірували у Бога. Вони займалися благодійністю, і про них позитивно відгукувалися жителі міста. Однак ходили плітки, що Луїза-Леонарда була скупою та сварливою жінкою. Вона не дотримувалася правил особистої гігієни і постійно вдягала одну брудну сукню. 

У Бланш був старший брат Марсель Моньє, який також страждав від дивних звичок. Моньє мала щасливе дитинство. Вона багато часу проводила з братом, але все життя страждала від незрозумілих нападів істерики. З віком її стан погіршувався. Їй всюди марились привиди. Вона могла почати реготати без причини. Її відносини з матір'ю погіршувались. 

Бланш закохалася в адвоката, який жив неподалік, однак мати дівчини говорила, що він їй не пара. Моньє продовжувала зустрічатися з ним. Ходили чутки, що Моньє завагітніла і ніби-то народила дитину. Щоб уникнути сорому, Луїза-Леонарда замкнула доньку в темній тісній кімнаті, де вона провела 25 років не виходячи з неї. 

Її мати і брат продовжували жити, ніби нічого не сталося. Ніхто з друзів не знав, де знаходиться Бланш. Адвокат, за якого вона збиралася заміж, помер 1885 року. 
  23 травня 1901 року паризький генеральний прокурор отримав анонімний лист, у якому йшлося про ув'язнення жінки в будинку. Поліція врятувала Моньє від жахливих страждань. Коли поліціянти проникли в дім Бланш, жахливий сморід розносився по всьому будинку. У тісній кімнаті було абсолютно темно. Вікна зачинені. На гнилому солом'яному матрасі лежала прикрита власним волоссям стара жінка. Їй було 49 років. При рості 166 сантиметрів, вона важила 26 кілограм. Всюди бігали миші, які стали єдиними супутниками Бланш в її довгому ув'язненні. 

Бланш відправили в госпіталь, де їй діагностували жахливе виснаження. Її матір заарештували, однак через 15 днів після арешту вона захворіла і померла. Брат Бланш Марсель постав перед судом та був засуджений, але потім оправданий в апеляції. Його визнали психічно хворим. 

Після звільнення з кімнати Моньє продовжувала страждати від проблем з психікою. Згодом її перевели в психіатричну лікарню в Буазе (Франція), де вона померла 1913 року.